# Bombardements de l'hôpital de Mullivaikkal
L'hôpital de Mullivaikal était un hôpital de fortune situé dans la zone de sécurité au nord du Sri Lanka. Une présumée série de bombardements et d'attaques aériennes a commencé le 23 avril 2009 lorsque l'hôpital de Mullivaikal a été touché par trois obus d'artillerie. Elle s'est poursuivie les 28 et 29 avril lorsque le centre de santé primaire de Mullivaikkal a été touché à plusieurs reprises sur une période de deux jours, faisant 6 morts et de nombreux blessés, dont un membre du personnel médical. Les 29 et 30, l'hôpital de Mullivaikal a de nouveau été touché à plusieurs reprises, faisant neuf autres morts et quinze blessés. Il y a eu deux attaques contre l'hôpital de Mullivaikal le matin du 2 mai, une à 9 heures puis une seconde à 10 heures 30, faisant 68 morts et 87 blessés, dont du personnel médical,,,. Le matin du 12 mai 2009, il a été touché par un mortier d'artillerie, tuant au moins 49 patients et en blessant plus de 50 autres. Toutes ces attaques auraient été menées par l'armée srilankaise (en) ; cependant, le gouvernement srilankais (en) a nié l'allégation en déclarant qu'il n'y avait aucune preuve,,,.
Au moment du dernier bombardement, la Croix-Rouge devait expédier environ 2 000 des patients hors de la zone de sécurité au cours des deux prochains jours, selon TamilNet (en).

## Victimes des bombardements
Les Tigres de libération de l'Eelam Tamoul, par l'intermédiaire du site TamilNet, ont assuré que 3 200 civils innocents avaient été tués lors de ces attaques. Un porte-parole de l'ONU à Colombo avait évoqué lundi un bilan de 100 enfants figurant parmi les victimes civiles du week-end du 10 mai 2009 tout en dénonçant un « bain de sang ». Le gouvernement a démenti faire usage d'armes lourdes, accusant à son tour les Tigres tamouls d'avoir délibérément tué ou blessé 250 civils dans le but de « salir l'image des forces de sécurité auprès de l'opinion publique nationale et internationale ».
Selon l'ONU, près de 200 000 personnes ont fui les combats et ont été regroupées dans des camps dans le nord dans les 4 derniers mois. Aucune information n'était alors vérifiable dans cette zone verrouillée par les autorités. Le secrétaire général des Nations unies, Ban Ki-moon, s'est dit horrifié par la mort de centaines de civils pendant le week-end du 10 mai 2009 et a exhorté le gouvernement srilankais « à explorer toutes les options possibles pour mettre fin au conflit sans nouvelle effusion de sang ».
Un médecin de l'hôpital indiqua au moins 50 personnes ont été tuées et plus de 60 autres blessées dans les bombardements du 12 mai 2009. Un employé srilankais de la Croix-Rouge a également été tué.

## Contexte et enquêtes
Human Rights Watch accuse l'armée srilankaise d'avoir bombardé les hôpitaux de la zone de sécurité sans discernement avec de l'artillerie et de les avoir attaqués par voie aérienne en commençant par l'hôpital général de Mullaitivu en décembre 2008 et en incluant au moins huit autres hôpitaux. Human Rights Watch soutient que ces attaques constituent des crimes de guerre. Ils ont également dit que les hôpitaux sont clairement indiqués. Les photographies du gouvernement des États-Unis prises à l'époque montrent les marques
En 2009, après la fin du soulèvement tamoul, le Département d'État des États-Unis a publié un « Rapport au Congrès sur les incidents pendant le conflit récent au Sri Lanka ».
Le président du Sri Lanka, Mahinda Rajapaksa, a nommé un comité pour étudier et répondre à ce rapport. Les membres du comité étaient le président D.S. Wijesinghe PC, Nihal Jayamannne PC, C. R. De Silva (en) PC, Mano Ramanathan, Jezima Ismail et Anura Meddegoda.
Le secrétaire du comité était S.M. Samarakoun. Le comité a interrogé de nombreuses parties, dont des officiers de haut rang des forces armées et des médecins qui avaient été attachés à Puthukkudiyiruppu, Mullivaikkal et d'autres hôpitaux au cours des dernières étapes du conflit. Bien que le comité ait reçu plusieurs prolongations, aucun rapport n'a été publié.
Le rapport du groupe d'experts du Secrétaire général sur la responsabilité au Sri Lanka (en) d'avril 2011 a conclu que les allégations selon lesquelles les hôpitaux militaires srilankais avaient bombardé étaient crédibles.
Ils ont spécifiquement constaté que l'hôpital de Mullivaikkal était clairement identifié comme tel et qu'il avait été bombardé par l'armée srilankaise.
En mai 2010, le président Mahinda Rajapaksa a nommé une Commission des leçons apprises et de la réconciliation (en) pour faire face aux séquelles de la guerre.
La commission a reçu des témoignages sur le bombardement de l'hôpital de Mullivaikkal.

Dans leur rapport final, ils ont conclu en général que : 

« 9.10 La Commission est convaincue, après un examen attentif de toutes les circonstances, que des obus sont en fait tombés sur des hôpitaux, causant des dégâts et faisant des victimes. Cependant, les éléments soumis à la Commission donnent une image quelque peu confuse quant à la nature précise des événements, du point de vue de l'heure, de l'emplacement exact et de la direction des tirs. »

— Commission des leçons apprises et de la réconciliation, Rapport de la Commission des leçons apprises et de la réconciliation.
Toutefois, la Commission n'a pas spécifiquement identifié les incidents dans sa conclusion et a en fait conclu que la non-disponibilité de preuves primaires de nature technique ainsi que le fait que des preuves civiles à l'appui sont de nature équivoque et ne justifient pas une conclusion définitive qu'une Partie ou l'autre était responsable du bombardement. Aucune recommandation n'a été faite aux militaires à la suite des bombardements d'hôpitaux. En fait, la Commission a conclu : « Après examen de tous les faits et circonstances dont elle disposait, la commission conclut que les forces de sécurité n'avaient pas délibérément pris pour cible les civils dans les NFZ, bien que des victimes civiles aient en fait eu lieu au cours de tirs croisés ». Ils ont poursuivi en disant : « la Commission, après un examen très attentif de tous les aspects, est d'avis que les forces de sécurité ont été confrontées à une situation sans précédent où aucun autre choix n'était possible et toutes les « précautions possibles » qui étaient praticables dans les circonstances avait été prises.
En avril 2012, le Bureau de la Justice pénale mondiale (en) du département d'État des États-Unis dirigé par l'ambassadeur itinérant Stephen Rapp (en), a soumis un rapport sur le Sri Lanka au Congrès des États-Unis qui a diplomatiquement salué le rapport de la Commission des leçons apprises et de la réconciliation, mais a demandé le gouvernement srilankais d'établir un mécanisme indépendant pour enquêter sur les allégations crédibles que la Commission des leçons apprises et de la réconciliation n'a pas traitées. Le GCJ a indiqué que les allégations concernant le bombardement d'hôpitaux connus impliquaient de graves violations du droit international humanitaire et méritaient une enquête plus approfondie.